# Rame articulée
Une rame articulée, ou un train articulé, est une rame qui relie ses voitures en utilisant une forme d'attelage particulière : la rame est articulée par des bogies (organes de roulement) qui sont situés entre les voitures.
C'est par exemple le cas pour les TGV et l'AGV, les Z 50000 ainsi que pour les trains Talgo (ce dernier cas est particulier car le bogie y est remplacé par deux roues indépendantes).
C'est également le cas de certains tramways.

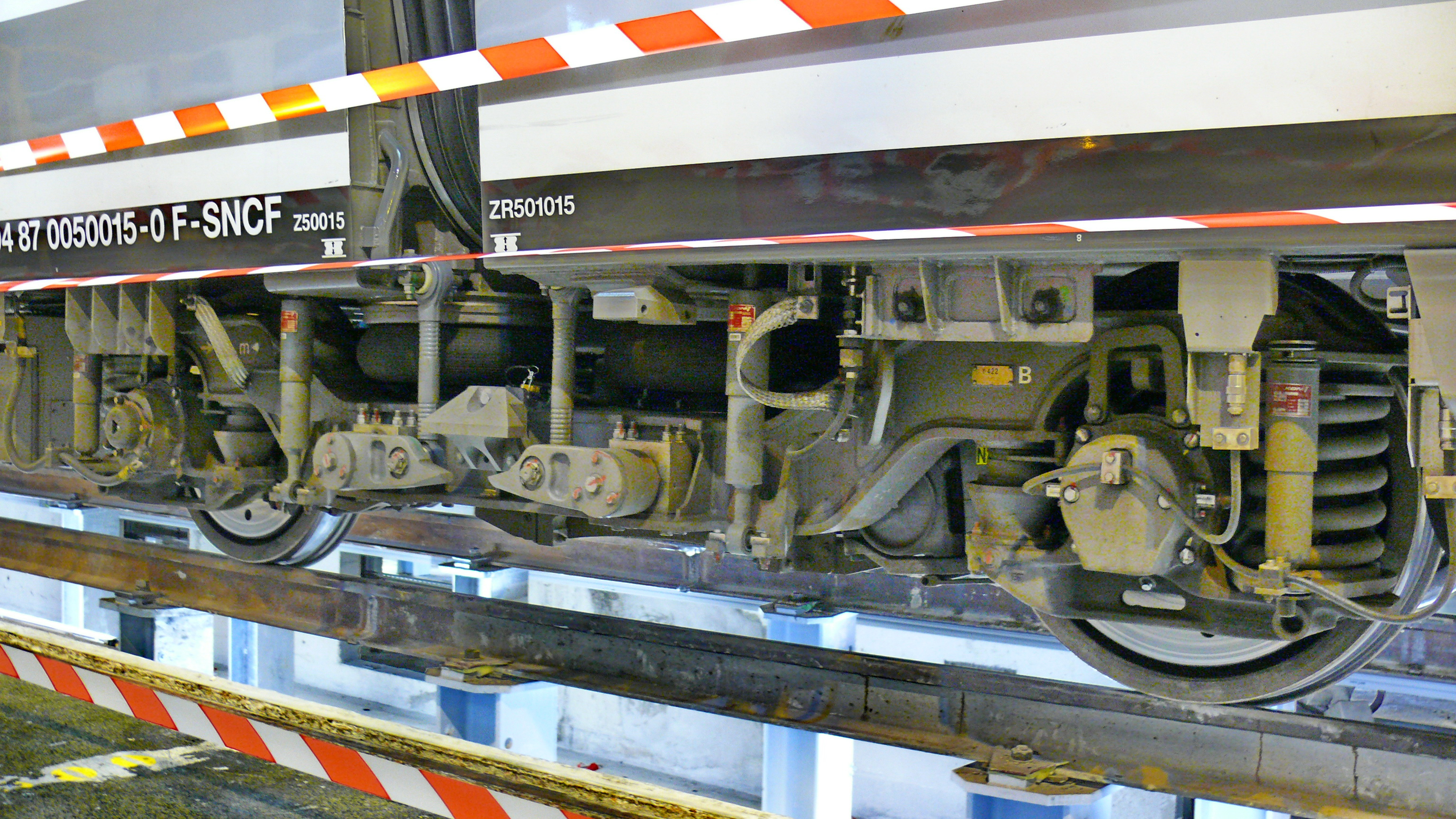
Bogie commun à deux caisses sur une rame Z 50000.
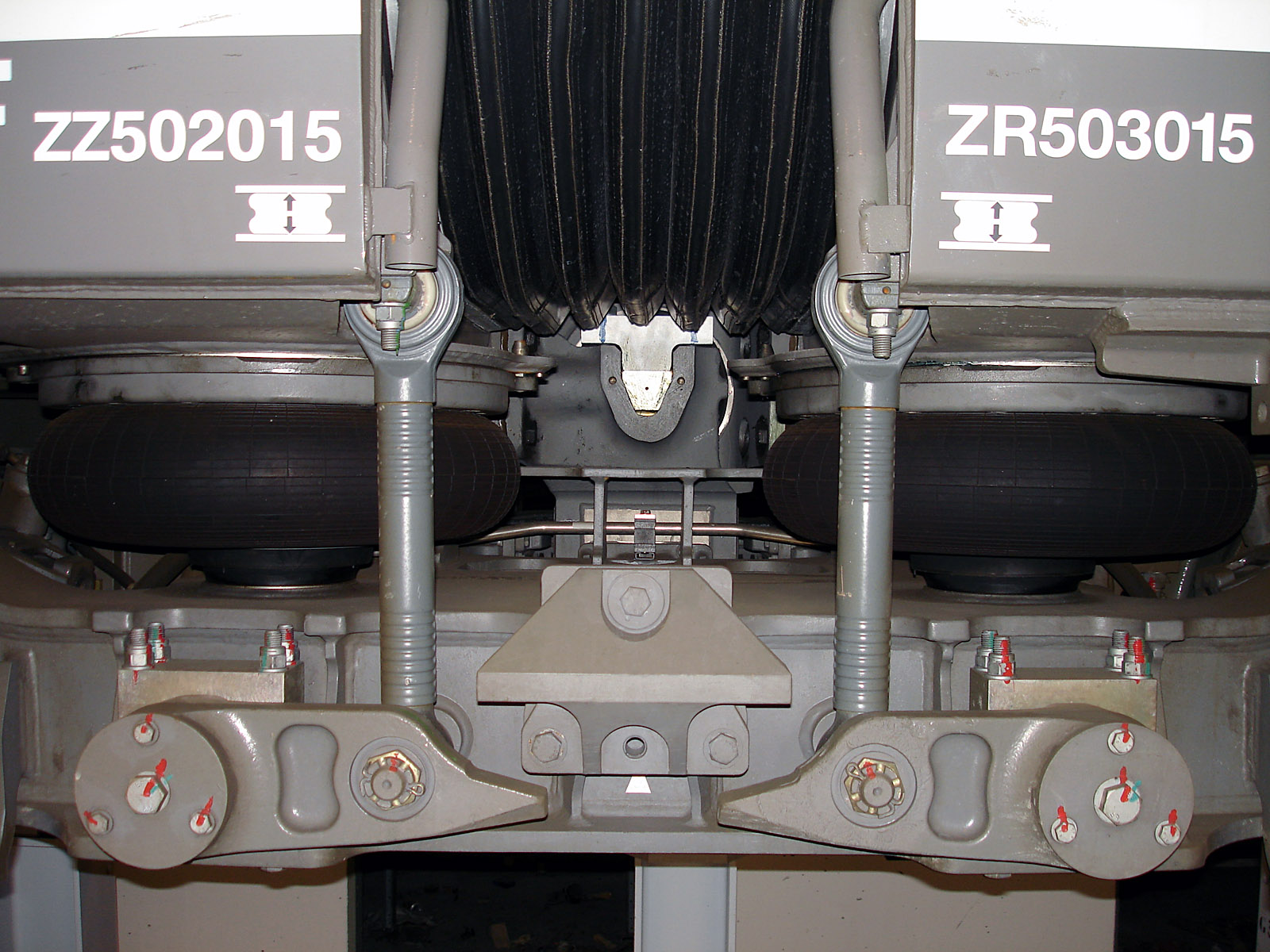
Liaison entre caisses sur la même rame, ou intercirculation.
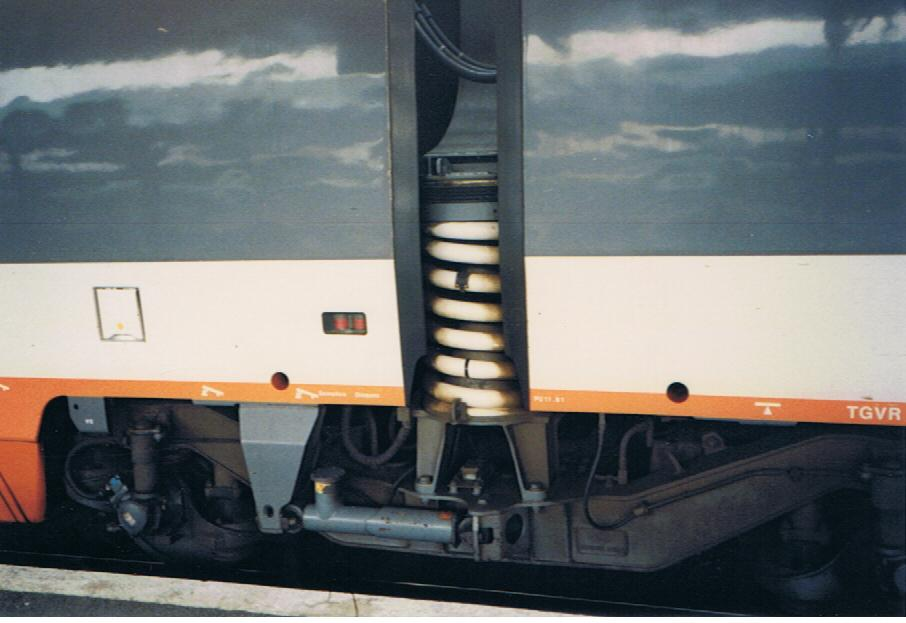
Bogie de liaison sur un TGV Sud-Est.
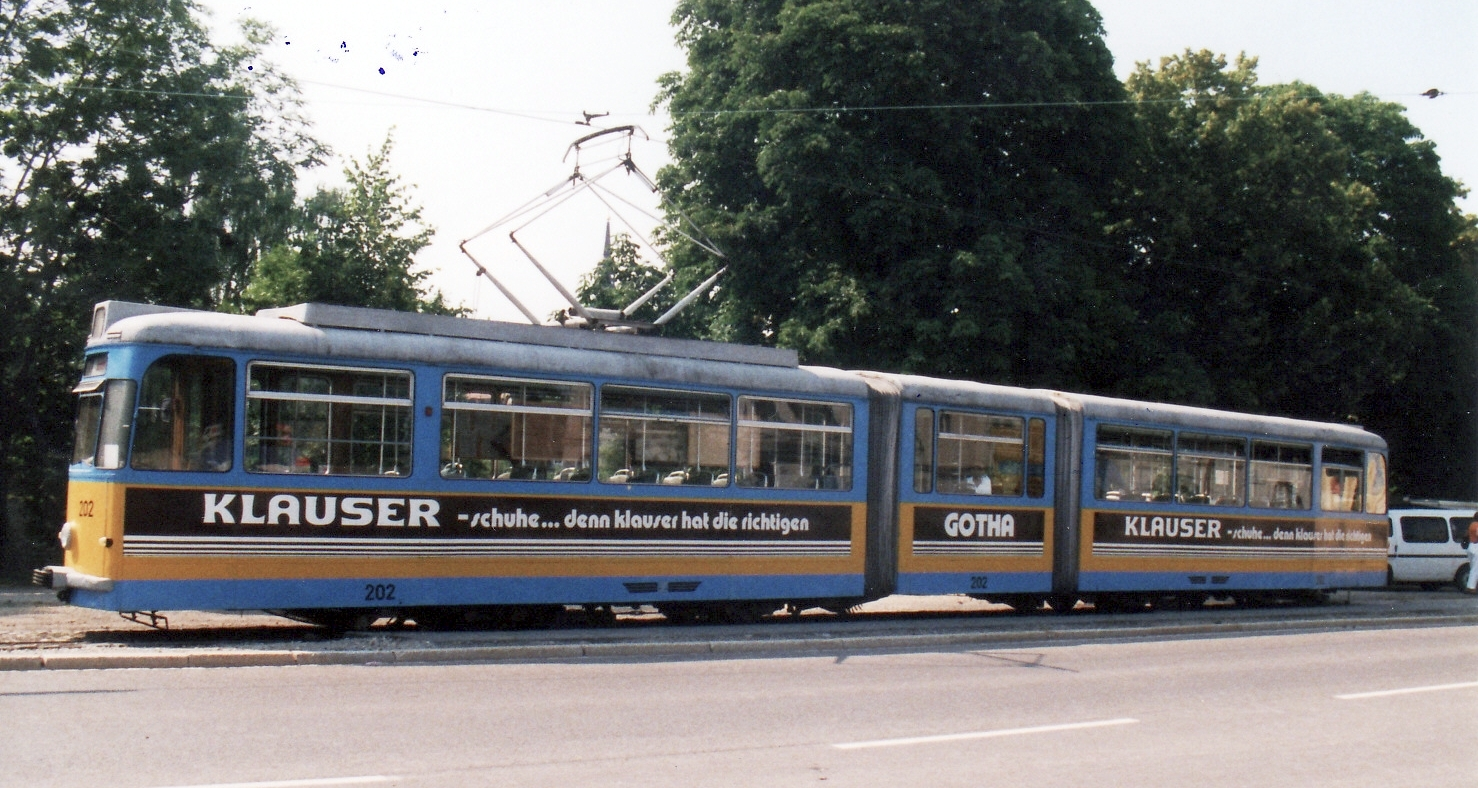
Rame articulée à Naumbourg.

## Avantages de l'articulation
L'articulation d'un train donne une meilleure intégrité dans le cas d'un déraillement, grâce à une plus grande rigidité. Un train articulé est donc plus sûr qu'un train non articulé.
D'après Alstom, le bogie placé sous l'articulation élimine également une grande partie des vibrations et le bruit de roulement à bord, amortit les mouvements entre les voitures sur le passage d'un aiguillage, optimise l'aérodynamisme et réduit les coûts de maintenance de l'ordre de 30 %.